# Barbara Lea
Barbara Lea (eigentlich: Barbara Ann LeCocq; * 10. April 1929 in Detroit; † 26. Dezember 2011 in Raleigh, North Carolina) war eine US-amerikanische Jazzsängerin und Schauspielerin.

## Leben und Wirken
Lea ist eine Nachfahrin des französischen Komponisten Charles Lecocq. Sie studierte ab 1951 Musiktheorie am Wellesley College. Anfang der 1950er begann sie – beeinflusst von ihrem Vorbild Lee Wiley – als Sängerin aufzutreten. 1954 entstanden in New York erste Aufnahmen mit Musikern um Eddie Barefield, Pee Wee Erwin, Cutty Cutshall und George Wettling; 1955 erschien bei Riverside Records ihr Debütalbum A Woman in Love mit dem Billy Taylor Trio, sowie Jimmy Shirley und Johnny Windhurst. Von 1961 bis 1980 arbeitete sie auch als Schauspielerin (Rebellion in Cuba); ab 1970 unterrichtete sie Schauspiel und Sprechen an verschiedenen Instituten. Ab Ende der 1980er Jahre trat sie mit verschiedenen Big Bands auf, wie Bob January, Loren Schoenberg, Ed Polcer und Benny Goodman.
Leonard Feather zitierte in seiner Würdigung den Kritiker Mike Butcher:
“That rarity in this day and age, a singer whose voice is a musical instrument, whose reading of a lyric makes complete sense, who knows how to phrase and shade, has style, charm, and the ability to evoke the opulent glamour of night on the town with caviar and champagne.”

## Diskographische Hinweise
- A Woman in Love (Riverside, 1955)
- Barbara Lea (Prestige, 1956) mit Dick Cary, Johnny Windhurst, Al Hall, Dick Hyman, Osie Johnson
- Lea in Love (Prestige, 1957) mit Johnny Windhurst, Ernie Caceres, Garvin Bushell, Dick Cary, Jimmy Raney
- Do It Again (Audiophile, 1983) mit Billy Butterfield, Vic Dickenson, Johnny Mince
- The Devil Is Afraid of Music (Audiophile, 1992) mit Loonis McGlohon, Bob Mitchell, Dick Cary, Dave Koonse, Putter Smith
- Remembering Lee Wiley (Audiophile, 1995) mit
- The Melody Lingers On (1997)
- Celebrate Vincent Youmans (Challenge, 2004) mit Keith Ingham

## Lexikalischer Eintrag
- Leonard Feather, Ira Gitler: The Biographical Encyclopedia of Jazz. Oxford University Press, New York 1999, ISBN 0-19-532000-X.